# 千円紙幣
千円紙幣（せんえんしへい）は、日本銀行券（日本銀行兌換券を含む）の1つ。千円券（せんえんけん）、千円札（せんえんさつ）とも呼ばれる額面1,000円の紙幣。1994年（平成6年）4月以降、発行されている日本銀行券の中で最小額面である。
発行中の千円紙幣は、2004年（平成16年）から発行されている野口英世の肖像のE号券と、2024年（令和6年）から発行されている北里柴三郎の肖像のF号券である。
この他にかつて発行された甲号券、B号券、C号券、D号券があり、これまでに発行された千円紙幣は全6種類存在する。このうち甲号券以外の5種類は現在法律上有効である。

## 甲号券

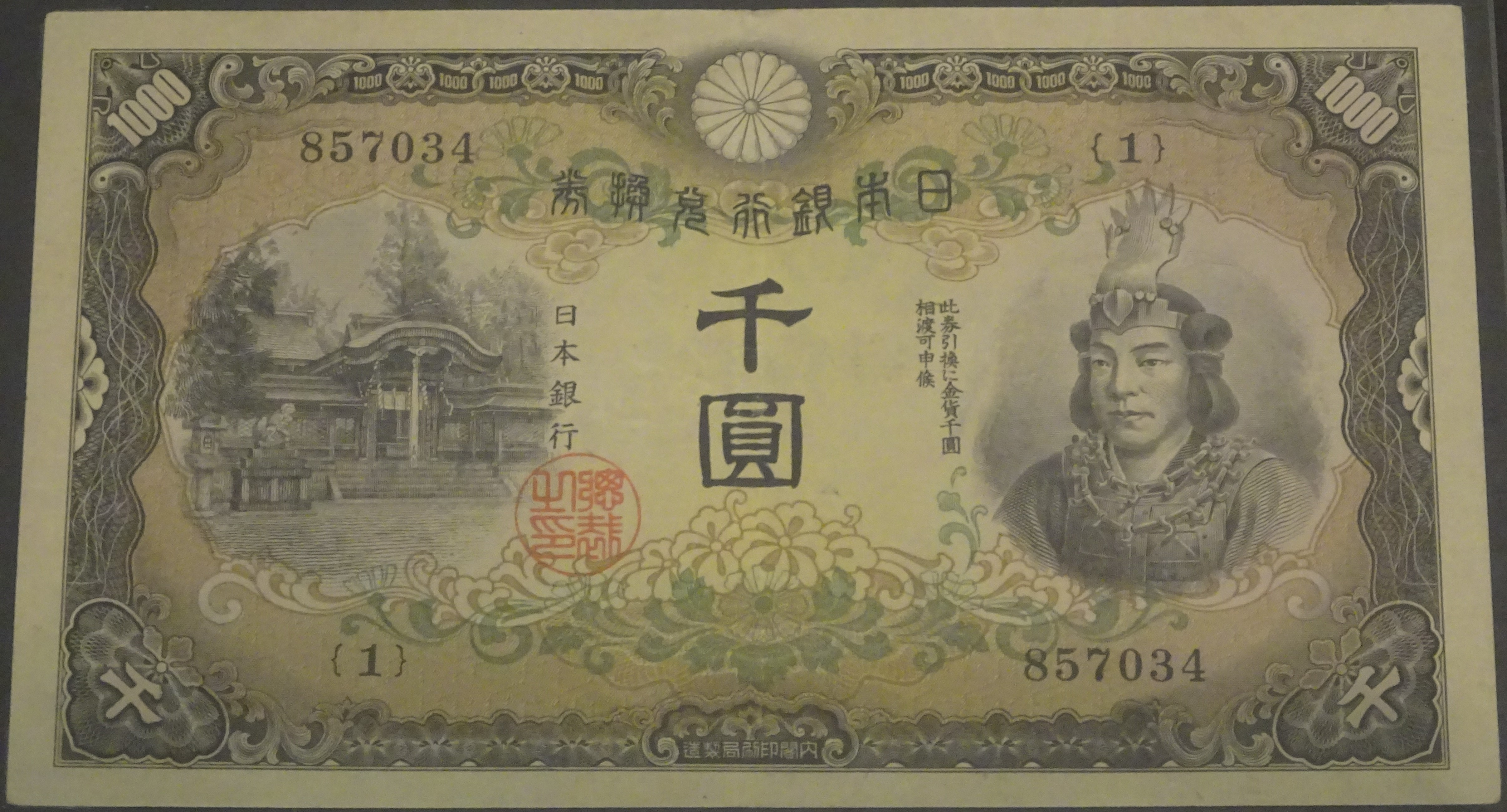
表面

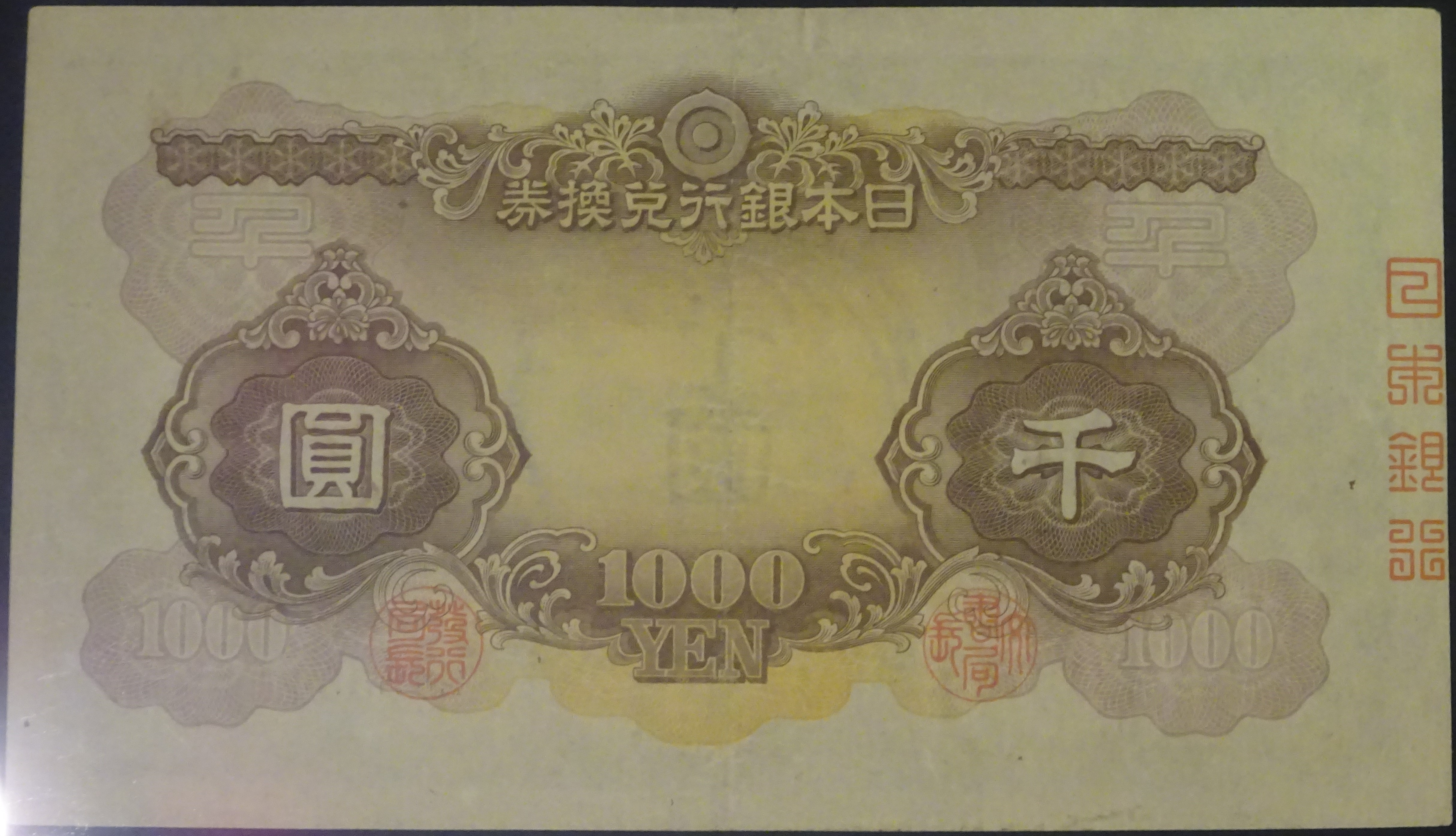
裏面

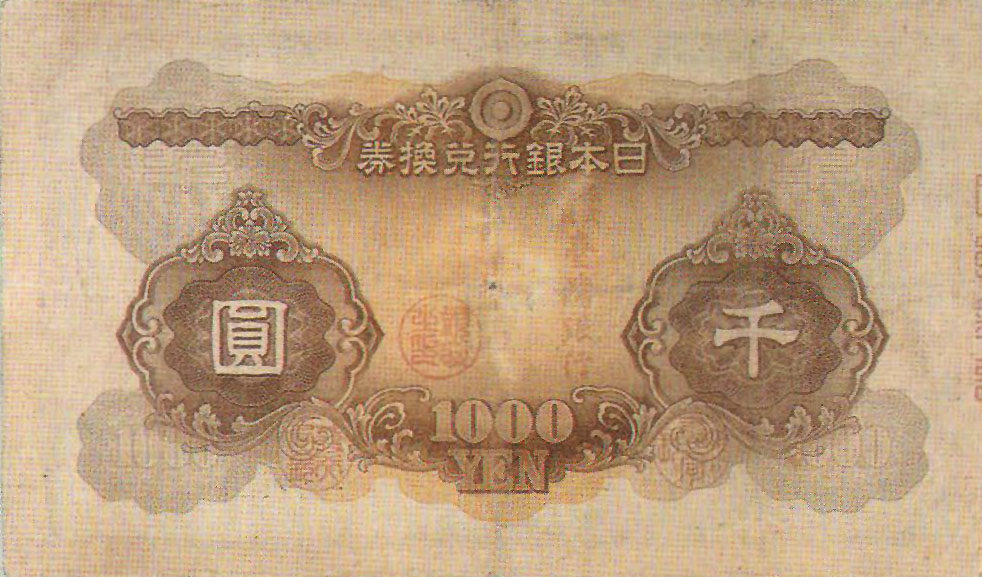
裏面（中央部に台湾銀行として加刷あり）

1942年（昭和17年）4月16日の大蔵省告示第178号「兌換銀行券千圓券發行」で紙幣の様式が定められている。主な仕様は下記の通りである。
- 日本銀行兌換券
- 額面 千圓（1,000円）
- 表面 日本武尊と建部神社本殿、兌換文言
- 裏面 彩紋、断切文字
- 印章 〈表面〉総裁之印　〈裏面〉文書局長、発行局長
- 銘板 内閣印刷局製造
- 記番号仕様
  - 記番号色 黒色
  - 記番号構成 〈記号〉組番号：「｛」＋数字1桁＋「｝」　〈番号〉通し番号：数字6桁
- 寸法 縦100mm、横172mm[2]
- 製造実績
  - 印刷局から日本銀行への納入期間 1941年（昭和16年）12月26日 - 1943年（昭和18年）9月28日[3]
  - 記号（組番号）範囲 1 - 9（1記号当たり900,000枚製造）[3]
  - 製造枚数 8,100,000枚[4]
- 発行開始日 1945年（昭和20年）8月17日[5]（告示上：1942年（昭和17年）4月20日[注釈 1]）
- 通用停止日 1946年（昭和21年）3月2日[6]（証紙貼付券に限り1946年（昭和21年）10月31日[7]）
- 失効券

第二次世界大戦後のインフレーション抑制を目的とした金融緊急措置令などに基づく新円切替が行われる以前（旧円）の最高額紙幣である。
戦時インフレ発生の懸念から更なる高額券の準備が必要となったため1941年（昭和16年）に製造を開始した。1942年（昭和17年）の大蔵省告示で様式と発行開始日が公示されたが、これは1942年（昭和17年）2月の日本銀行法施行に伴い、1942年（昭和17年）5月1日以降はそれ以前から発行されている券種を除き「兌換銀行券」の名称を用いた新たな銀行券を発行できなくなるため、既に製造されていた甲千圓券が発行できない状況に陥らないようにすることを目的とした形式的なものである。そのような事情で発行されたため、発行後数年間は日本銀行に死蔵されることになる。
そして終戦直後の1945年（昭和20年）8月17日に他の新紙幣の発行とともに流通が開始されたが、新円切替に伴い発行から1年も経たず、1946年（昭和21年）3月2日限りで失効した。製造数は8,100,000枚（うち発行数は不明）。失効後も証紙を貼り付けて臨時に新様式券（新円）の代わりとする「証紙貼付銀行券」が発行され流通・通用したが、この「証紙貼付銀行券」も新円の流通拡大に伴い1946年（昭和21年）10月末に失効した。
表面右側には福井県吉田郡永平寺町にある二本松山古墳から出土した古墳時代の「金銅製冠」および「短甲」を身に着けた日本武尊の肖像が描かれている。なお日本武尊の肖像は、文献資料や絵画・彫刻を参考にしつつ帝室博物館学芸員の関保之助の考証を基に、高松宮宣仁親王をモデルとしてデザインしたものとされる。表面左側には滋賀県大津市にある建部神社（現・建部大社）の本殿が描かれている。輪郭には唐草模様の他に、勾玉、宝相華、桐紋が散りばめられており、地模様として八稜鏡型の輪郭と、その外側に瑞雲、宝相華、菊花があしらわれている。「日本銀行兌換券」と表記されているものの、実質的な発行開始時点で既に1942年（昭和17年）5月の日本銀行法施行により金本位制が廃止されていたため、実質的にも法的にも不換紙幣として扱われており金貨との兌換は行われていなかった。
裏面には彩紋と共に、宝相華、桐、唐草模様などが印刷されている。裏面右端には「日本銀行」の断切文字（割印のように券面内外に跨るように印字された文字）が配置されている。
透かしは「1000」の文字と鳳凰の図柄である。透かし模様が確認しやすいよう、透かしの入った中央部分は文字と淡い印刷色の地模様のみの印刷となっている。
使用色数は、表面7色（内訳は凹版印刷による主模様1色、地模様4色、印章1色、記番号1色）、裏面4色（内訳は凹版印刷による主模様1色、地模様2色、印章・断切文字1色）となっている。
なお額面金額1000円のA号券（A千円券）は検討が行われ、後述の通り2種類の図案が考案されたものの結局発行されなかった。
このように甲千圓券は短命な超高額券であった。発行枚数が少なく、かつ高額券ゆえほとんど回収されたため、現存数は多くない。2014年（平成26年）現在の価格に換算すると約180万円ほどの額に相当する。またこの紙幣の現代の古銭的価値も数万円以上の値がつくことがある。
製造された甲千圓券の一部は台湾銀行に引き渡され、裏面に銀行名や印章の加刷を行ったうえで1945年（昭和20年）8月の終戦直後に台湾でも発行された。このほか朝鮮銀行に対しても同様に終戦直後に甲千圓券の一部が引き渡され、台湾同様に現地で発行するため表面に題号の加刷が行われたものの、こちらは発行準備のみで実際の発行には至らなかった。

## B号券

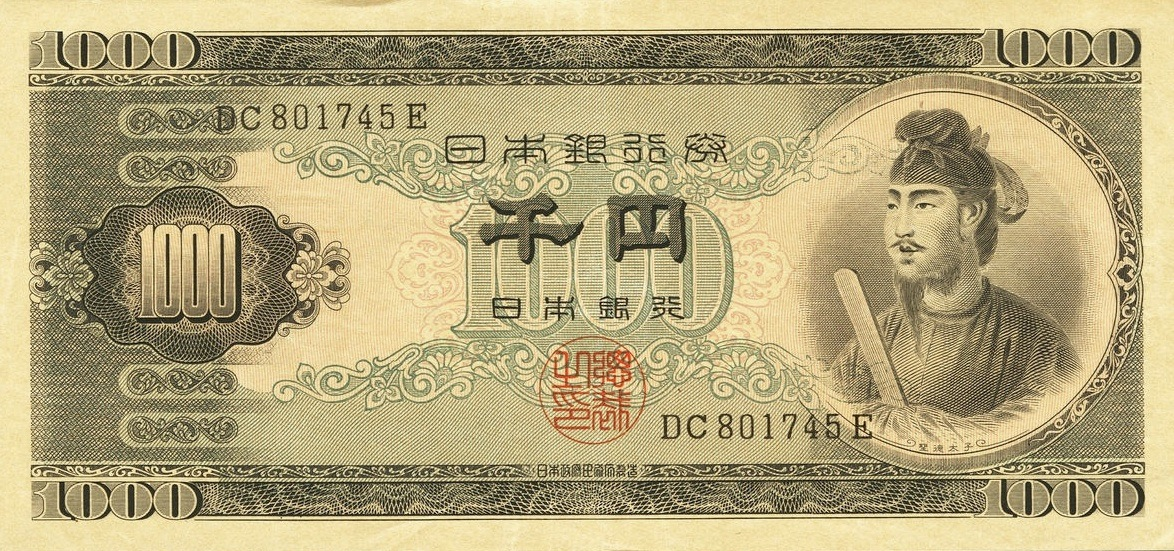
表面

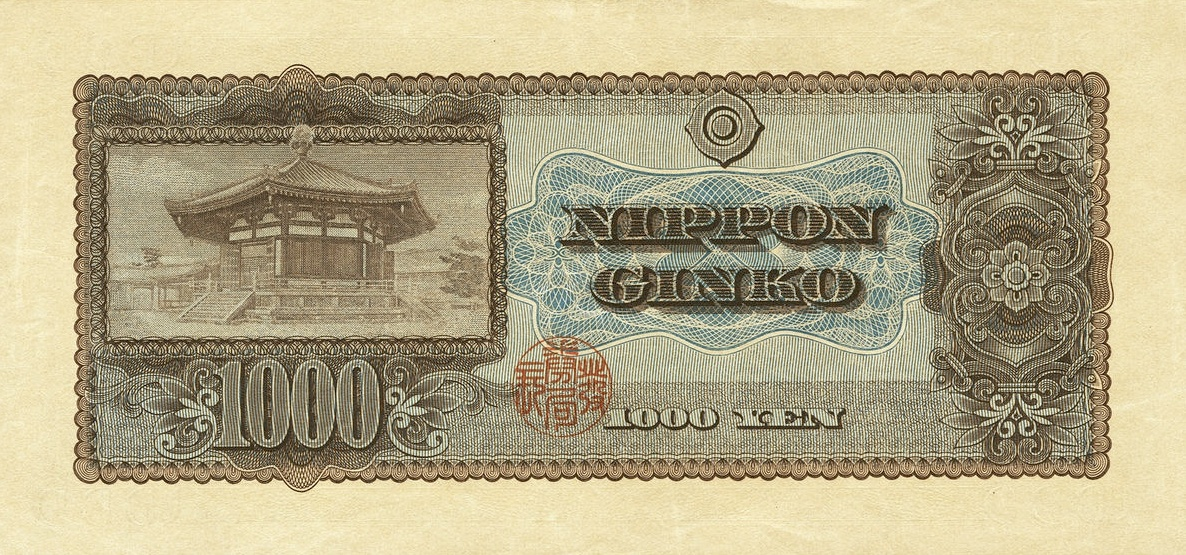
裏面

B券とも呼ばれる。1949年（昭和24年）12月28日の大蔵省告示第1048号「昭和二十五年一月七日から発行する日本銀行券千円の様式を定める件」で紙幣の様式が定められている。主な仕様は下記の通り。
- 日本銀行券
- 額面 千円（1,000円）
- 表面 聖徳太子
- 裏面 法隆寺夢殿
- 印章 〈表面〉総裁之印　〈裏面〉発券局長
- 銘板 日本政府印刷庁製造
- 記番号仕様
  - 記番号色 黒色
  - 記番号構成 記号：英字1 - 2文字＋通し番号：数字6桁＋記号：英字1文字
- 寸法 縦76mm、横164mm[16]
- 製造実績
  - 印刷局から日本銀行への納入期間：1949年（昭和24年）11月25日 - 1963年（昭和38年）8月9日[3]
  - 製造枚数 2,825,000,000枚[4]
- 発行開始日 1950年（昭和25年）1月7日[16]
- 支払停止日 1965年（昭和40年）1月4日[1]
- 有効券

1946年（昭和21年）2月に終戦直後のインフレーション抑制を目的とした新円切替が実施され、切替用の新紙幣としてA号券が新たに発行されたが千円券（A千円券）の発行は計画されていたものの結果的に見送られた。しかし新円切替をもってしてもインフレーションの進行は抑えきれず、当時の最高額面券であったA百円券の発行量が著しく増大して1949年（昭和24年）頃には発行枚数の95％以上を占めるほどになったため、金融機関の処理や高額の現金決済に支障を来たすようになり更に高額面の紙幣が必要とされるようになった。当時の切迫した状況から極めて短期間のうちに検討から製造まで行わざるを得ず、不十分な出来栄えで粗末な作りとなっていたA号券の偽造が横行したこともあり、B千円券は他のB号券に先駆けて1950年（昭和25年）に発行された。
表面右側には乙百圓券の検討時に作成された原画を基にして新たに彫刻された聖徳太子の肖像が描かれ、肖像の下には甲百圓券を最後に途絶えていた肖像の人名表記が復活している。肖像を囲む円形の枠には法隆寺の古瓦模様、中央上下には宝相華の唐草模様、地模様には法隆寺が所蔵する玉虫厨子の「透金具の天平模様」があしらわれている。裏面左側には肖像の聖徳太子に因んで奈良県生駒郡斑鳩町にある法隆寺夢殿を、右端には正倉院御物の「四騎獅子狩文錦」の織物の図柄の一部分を描いている。かつての乙百圓券やい百圓券ほどではないものの、肖像の聖徳太子にゆかりのある法隆寺や正倉院に関連する図柄が多く採用されている。なおこのデザインは、当初五百円券として準備が進められていたものを転用したものである。裏面の「NIPPON GINKO」の文字の上下などに施されている細かい模様には、「千」のマイクロ文字が組み込まれている。
記番号はアルファベット1桁または2桁＋数字6桁＋アルファベット1桁の形式、すなわち「A123456B」や「AB123456C」のような形式が採用された初の日本の紙幣であり、それがそのままC号券・D号券・E号券でも用いられている。
透かしは「日銀」の文字と桜花の図柄であるが、他のB号券同様印刷と重なっていることもあり確認しにくい。当初の紙幣用紙は第二次世界大戦以前と同じく三椏のみを原料としたものであったが、のちに三椏の需給が逼迫したことからマニラ麻や木綿、尿素樹脂が混合されるようになった。この影響により発行途中で紙質が変化しており前期はクリーム色紙、後期は白色紙である。なお製造効率向上のためにA号券までに発行されていた日本銀行券の高額券とは異なって券面の寸法が横長となっており、以降もこれに近いスタイルが受け継がれている。
使用色数は、表面5色（内訳は凹版印刷による主模様1色、地模様2色、印章1色、記番号1色）、裏面3色（内訳は凹版印刷による主模様1色、地模様1色、印章1色）となっている。第二次世界大戦後初の表裏両面が凹版印刷された本格的な銀行券である。
なおい号券からA号券までは、戦時中・終戦直後ということもあり、印刷局のみならず一部を民間の印刷会社に委託して製造していたが、様々な問題があったこともありB号券以降は再び全量が印刷局で製造されている。
2024年（令和6年）現在では、飲料やタバコ等の自販機や鉄道駅の券売機、ATM、自動釣銭機等の各種機器で受け付けられないほか、対面取引で行使しようとする場合も見慣れぬ紙幣で真贋が判断できないとして受け取りを拒否されることがある。銀行の窓口に持ち込むと口座への預け入れや現行の紙幣・硬貨への交換ができるが、場合によっては日本銀行での鑑定に回され日数を要する場合がある他、銀行によっては取り扱い手数料が要求されることがある。

## C号券

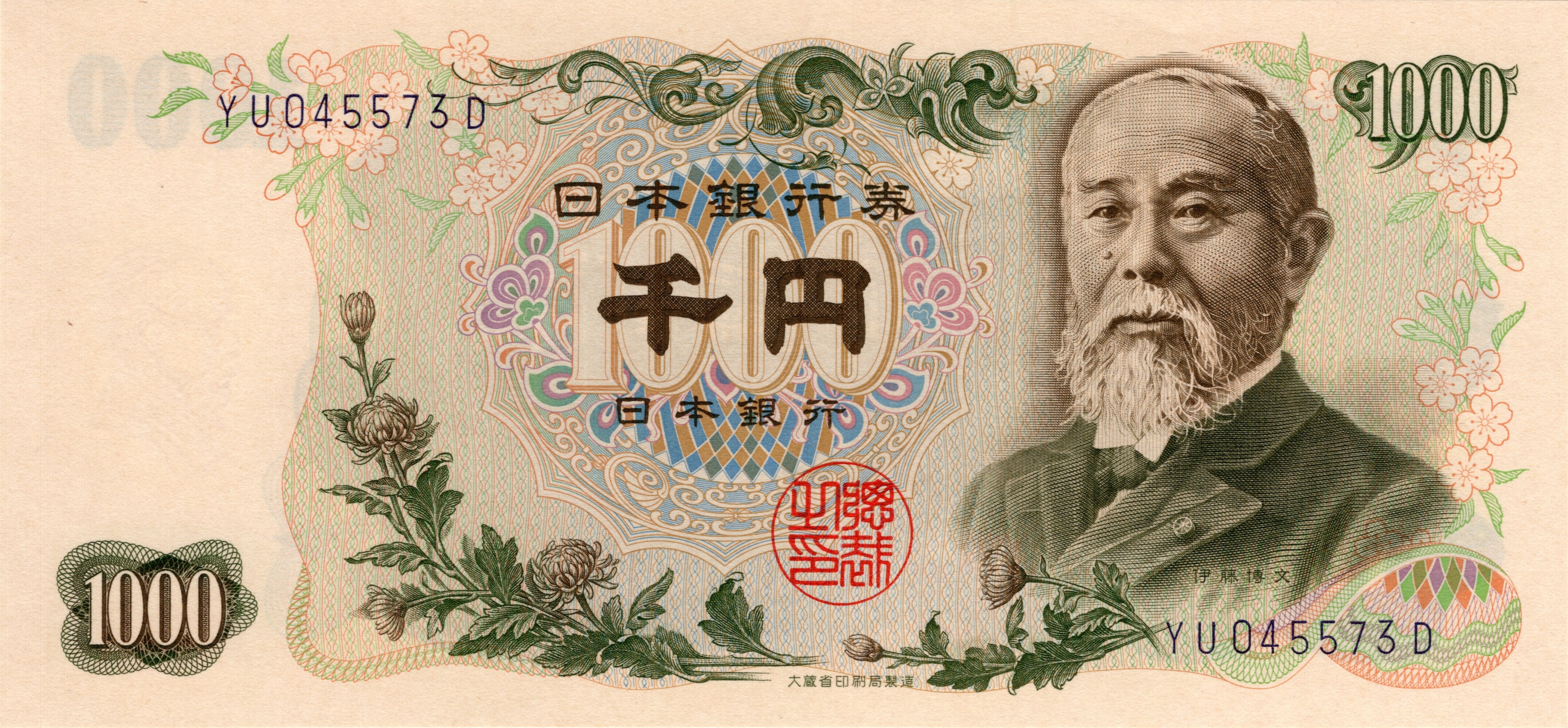
表面

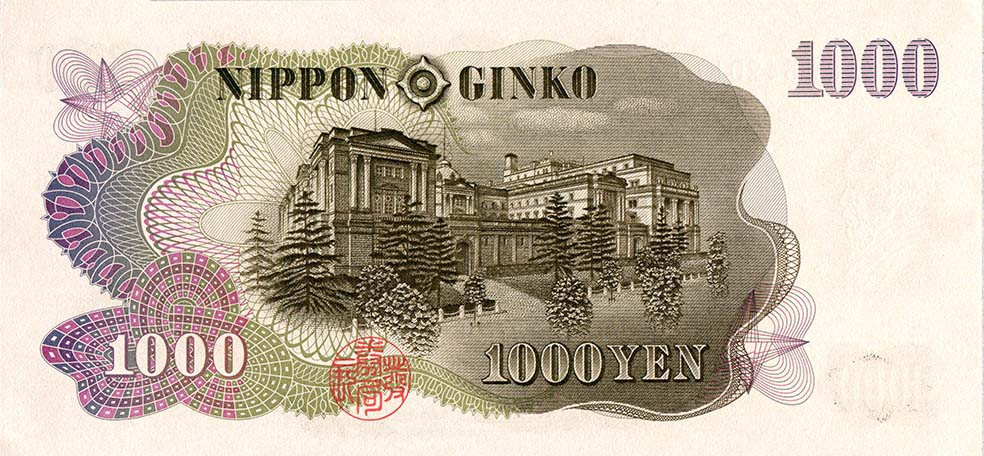
裏面

C券とも呼ばれる。1963年（昭和38年）3月5日の大蔵省告示第55号「昭和三十八年中に発行を開始する日本銀行券千円の様式を定める件」で紙幣の様式が定められている。主な仕様は下記の通り。
- 日本銀行券
- 額面 千円（1,000円）
- 表面 伊藤博文[22]
- 裏面 日本銀行本店本館
- 印章 〈表面〉総裁之印　〈裏面〉発券局長
- 銘板 大蔵省印刷局製造
- 記番号仕様
  - 記番号色 黒色／青色（製造時期により2種類あり）
  - 記番号構成 記号：英字1 - 2文字＋通し番号：数字6桁＋記号：英字1文字
- 寸法 縦76mm、横164mm[22]
- 製造実績
  - 印刷局から日本銀行への納入期間 1963年（昭和38年）5月17日 - 1984年（昭和59年）1月27日[3]
  - 製造枚数 [4]
    - 12,960,000,000枚［記番号：黒色］
    - 12,478,000,000枚［記番号：青色］
- 発行開始日 1963年（昭和38年）[22]11月1日[23]
- 支払停止日 1986年（昭和61年）1月4日[1]
- 有効券

B千円券は戦前からの印刷技術や紙幣製造設備の延長線上で作られたものであったため、印刷技術の向上によりチ-37号事件などでB千円券の偽造が多発し精巧な偽造券が見られるようになったことから、当時ようやく近代化が進められつつあった紙幣製造設備の能力をフル活用して新たな印刷技術や偽造防止技術を盛り込んだ紙幣として発行された。
デザイン決定については東京大学心理学教室の調査結果などを参考に決定された。デザイン決定の経緯については、A案の聖徳太子続投、B案の渋沢栄一、そしてC案の伊藤博文があったが、A案は聖徳太子の続投はC一万円券およびC五千円券でも肖像として採用されており、おかしいとの理由で不採用となった。B案の渋沢栄一は最終選考に残ったものの、当時は偽造防止に主に肖像にヒゲがある人物が用いられていたため不採用となり、最終的にC案の伊藤博文が採用された。採用を見送られたB案のデザインはお札と切手の博物館の展示物で確認することが可能である。B案のデザインの試作品は七十七銀行本店ビルにある金融資料館にも展示されている。この他にも当初の肖像人物の候補の中には過去の天皇や文化人なども見られるが、天皇が中間券種に登場するのは疑問があること、文化人は一部の年代には人気があるもののこの時点では銀行券としての重々しさに欠けるとされたことからいずれも対象外とされた。
表面右側には初代内閣総理大臣である伊藤博文の写真を基にした大型の肖像、下部には菊花を描き、地模様として中央には宝相華模様と法隆寺所蔵の「橘夫人念持仏厨子」の光背、左上や右側に桜花があしらわれている。裏面中央には日本銀行本店本館が描かれており、同じ題材を用いたC五千円券とほぼ同じ構図ではあるものの、前庭の樹木や建物の窓の様子、屋上の通信用アンテナなどに細かな差異が見られる。従来の日本銀行券に存在した額縁状の重厚な輪郭枠を完全に取り去った、今までにない非常に開放的なデザインとなっている。
記番号はアルファベット1桁または2桁＋数字6桁＋アルファベット1桁の形式である。初期の記番号の色は黒色だったが、この形式の記番号としては史上初めて129億6千万枚を発行して記番号が一巡したため、1976年（昭和51年）7月1日発行分から記番号の色が青色に変更された。
C千円券の変遷の詳細を整理すると下表の通りとなる。
| 発行開始日                | 日本銀行への納入期間                                 | 記番号色 | 変更理由               |
| ------------------------- | ---------------------------------------------------- | -------- | ---------------------- |
| 1963年（昭和38年）11月1日 | 1963年（昭和38年）5月17日 - 1976年（昭和51年）4月2日 | 黒色     |                        |
| 1976年（昭和51年）7月1日  | 1976年（昭和51年）4月2日 - 1984年（昭和59年）1月27日 | 青色     | 記番号の組み合わせ枯渇 |

透かしも伊藤博文の肖像であるが、表面右側に印刷された肖像とは違い横顔になっている。B号券以前の透かしよりも精緻で明瞭となったほか、B号券とは異なりその部分には印刷がされていないためこれを容易に確認できる。 伊藤博文の横顔を映した写真が存在しないため、国会議事堂中央広間内にある伊藤博文の銅像を側面から見たものをモデルとしている。紙幣用紙については強度を向上するため、強靭なマニラ麻を主体に木材パルプ、藁などを混合しており、三椏は2割程度の配合となっていることから従来の紙幣用紙とは色調や感触が異なっている。
B号券では製造効率の向上のためにB五十円券を除き縦方向の寸法を同じにして、横方向の寸法のみを額面金額が上がるにつれて8mm間隔で長くしていたが、C号券では券種識別性向上のために額面金額が上がるにつれて縦方向に4mm、横方向に5mmずつ長くする形式に変更された。
使用色数は、表面10色（内訳は凹版印刷による主模様2色、地模様6色、印章1色、記番号1色）、裏面5色（内訳は凹版印刷による主模様1色、地模様3色、印章1色）となっている。従来の紙幣と比べて明るい色調やグラデーション模様などをふんだんに用いた券面となっている。
黒色記番号の紙幣には、沖縄の本土復帰に伴う通貨交換（第五次通貨交換）用の特殊記号券が存在し、記番号の英字の組み合わせのうちごく一部の特定のものがこれに当たるが、その現存数は非常に少ない。
2024年（令和6年）現在では、飲料やタバコ等の自販機や鉄道駅の券売機、ATM、自動釣銭機等の各種機器で受け付けられないほか、対面取引で行使しようとする場合も見慣れぬ紙幣で真贋が判断できないとして受け取りを拒否されることがある。銀行の窓口に持ち込むと口座への預け入れや現行の紙幣・硬貨への交換ができるが、場合によっては日本銀行での鑑定に回され日数を要する場合がある他、銀行によっては取り扱い手数料が要求されることがある。

## D号券

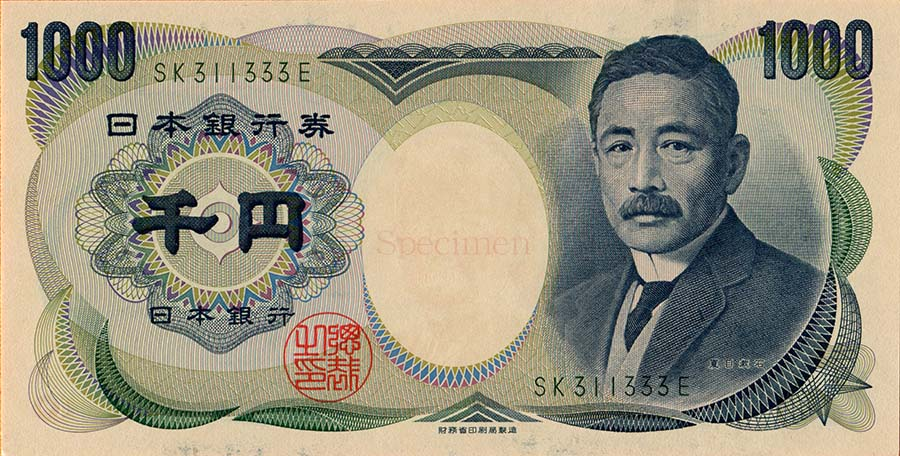
表面

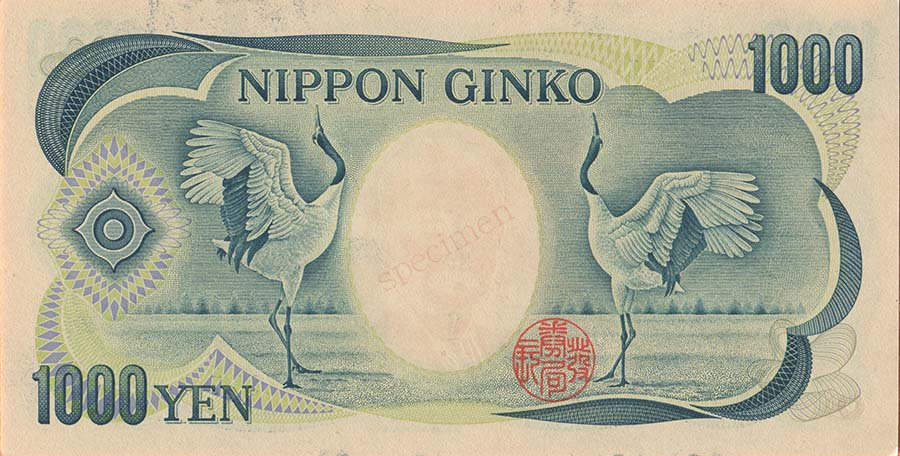
裏面

D券とも呼ばれる。1984年（昭和59年）6月25日の大蔵省告示第76号「昭和五十九年十一月一日から発行する日本銀行券壱万円、五千円及び千円の様式を定める件」で紙幣の様式が定められている。主な仕様は下記の通り。
- 日本銀行券
- 額面 千円（1,000円）
- 表面 夏目漱石[33]
- 裏面 丹頂
- 印章 〈表面〉総裁之印（ミニ改刷後は特殊発光インキ）　〈裏面〉発券局長（ミニ改刷後は特殊発光インキ）
- 銘板 大蔵省印刷局製造／財務省印刷局製造／国立印刷局製造（製造時期により3種類あり）
- 記番号仕様
  - 記番号色 黒色／青色／褐色／暗緑色（製造時期により4種類あり）
  - 記番号構成 記号：英字1 - 2文字＋通し番号：数字6桁＋記号：英字1文字
- 視覚障害者用識別マーク 丸印が1つ（透かし・左下隅）
- 寸法 縦76mm、横150mm[33]
- 製造実績
  - 印刷局から日本銀行への納入期間 1983年（昭和58年）8月18日[3] - 2003年（平成15年）
  - 製造枚数 [34]
    - 12,960,000,000枚［記番号：黒色］
    - 5,832,900,000枚［記番号：青色］
    - 12,960,000,000枚［記番号：褐色］
    - 1,341,900,000枚［記番号：暗緑色・大蔵省銘］
    - 4,980,000,000枚［記番号：暗緑色・財務省銘］
    - 245,200,000枚［記番号：暗緑色・国立銘］
- 発行開始日 1984年（昭和59年）11月1日[33]
- 支払停止日 2007年（平成19年）4月2日[1]
- 有効券

C千円券の発行開始から約20年が経過しC号券で使用された紙幣製造技術や偽造防止技術が陳腐化してきたことや、飛躍的な印刷技術の向上を背景に1980年代初め頃から精巧な偽造券が散見されるようになったことから、偽造防止対策強化のためにD号券が発行された。D一万円券、D五千円券、D千円券の3券種同時の改刷であるが、日本銀行券で3券種が同日に改刷されるのは第二次世界大戦以降では初めてである。またこの頃にはATMや両替機、自動販売機（自動券売機）といった紙幣取扱機器も広く普及し始めていたことからこれも念頭に置いたうえで改刷が行われた。
D号券では各額面の人物肖像に文化人が採用された。世界的な傾向として国家元首や政治家だけでなく、文化人も紙幣肖像に採用されるようになったことがD号券で文化人が採用された理由である。千円券の肖像には小説家の夏目漱石が選ばれ、表面右側に肖像が描かれている。原画の写真は明治天皇の崩御から間もないころに撮られたものであり、漱石自身が明治天皇の熱烈な崇拝者でもあったことから服喪中の黒ネクタイを着用した肖像となっている。
裏面には中央の空白を挟んで両側に特別天然記念物である釧路湿原の丹頂のつがいを描いており、左側が雄、右側が雌である。また券面中央の透かし部分の楕円形の空白は丹頂の卵の形状をイメージしたものである。この楕円形の空白の輪郭は、表裏両面で位置が一致するよう印刷されている。なお日本銀行券では日本銀行行章は裏面にのみに印刷されているものが多い中、このD千円券は表面の額面金額の文字に重なっている所にも日本銀行行章が入っている数少ない例の一つである。
初期の記番号は黒色で印刷されていたが、129億6千万枚を発行して記番号が一巡したため、1990年（平成2年）11月1日発行分から記番号の色が青色に変更された。1993年（平成5年）12月1日発行分からは記番号の色を褐色に変更するとともに、「ミニ改刷」と呼ばれる一部改造券を発行した。従来のデザインはそのままに、追加でマイクロ文字（「NIPPON GINKO」、凹版印刷部分に表裏の要所で採用）、特殊発光インキ（紫外線照射により発光するインキであり、表面印章「総裁之印」のオレンジ色発光と、裏面印章「発券局長」の赤色発光が確認できる。）等の偽造防止技術が施されている。なおミニ改刷前の青色記番号は記番号の組み合わせを全部使い切っていなかった。この褐色記番号も129億6千万枚を発行して記番号が一巡したため、2000年（平成12年）4月3日発行分から記番号の色が暗緑色に変更された。
中央省庁再編及び独立行政法人化に伴う製造者の名称変更に伴い、暗緑色記番号の紙幣の製造者名の銘板表記については、当初は「大蔵省印刷局」、2001年（平成13年）5月14日発行分から「財務省印刷局」、2003年（平成15年）7月1日発行分から「国立印刷局」と3度変更されている。
D千円券の変遷の詳細を整理すると下表の通りとなる。下記の6タイプに分かれる。
| 発行開始日                | 記番号色 | マイクロ文字 | 印章         | 銘板（製造者名） | 変更理由                                   |
| ------------------------- | -------- | ------------ | ------------ | ---------------- | ------------------------------------------ |
| 1984年（昭和59年）11月1日 | 黒色     | なし         | 特殊発光なし | 大蔵省印刷局製造 |                                            |
| 1990年（平成2年）11月1日  | 青色     | なし         | 特殊発光なし | 大蔵省印刷局製造 | 記番号の組み合わせ枯渇                     |
| 1993年（平成5年）12月1日  | 褐色     | あり         | 特殊発光あり | 大蔵省印刷局製造 | 偽造防止力向上のための様式変更（ミニ改刷） |
| 2000年（平成12年）4月3日  | 暗緑色   | あり         | 特殊発光あり | 大蔵省印刷局製造 | 記番号の組み合わせ枯渇                     |
| 2001年（平成13年）5月14日 | 暗緑色   | あり         | 特殊発光あり | 財務省印刷局製造 | 製造者の組織変更                           |
| 2003年（平成15年）7月1日  | 暗緑色   | あり         | 特殊発光あり | 国立印刷局製造   | 製造者の組織変更                           |

透かしは肖像と同じ夏目漱石であり、従来よりも大型で白黒の階調のはっきりしたすき入れとなっている。視覚障害者が触覚で容易に券種を識別できるよう、表面から見て左下隅に識別マークとして点字の「あ」を模した「丸印が1つ」透かしにより施されている。透かしによる視覚障害者用識別マークは世界初である。
B千円券とC千円券は同じ寸法であったが、D千円券ではサイズの縮小が行われそれらより横幅が14mm短くなった（縦方向は変更なし）。これは世界的な紙幣の小型化の流れに合わせたものであるほか、製造能力の向上や省資源化、機械等での取扱上の利便性などを考慮したものである。同時に改刷されたD号券3券種で比較すると縦方向の寸法は同じで、横方向の寸法のみを額面金額が上がるにつれて5mmずつ長くする形式となっている。E千円券以降もこのD千円券のサイズを踏襲している。
使用色数は、表面9色（内訳は凹版印刷による主模様2色、地模様5色、印章1色、記番号1色）、裏面4色（内訳は凹版印刷による主模様1色、地模様2色、印章1色）となっている。複写機やイメージスキャナなどでの色分解を困難にするため、なるべく原色を避け中間色を多用した印刷となっている。
2024年（令和6年）現在では、飲料やタバコ等の自販機や鉄道駅の券売機、ATM、自動釣銭機等の各種機器で受け付けられない場合が多いほか、対面取引で行使しようとする場合も見慣れぬ紙幣で真贋が判断できないとして受け取りを拒否されることも考えられる。銀行の窓口に持ち込めば口座への預け入れや現行の紙幣・硬貨への交換ができる。

## E号券

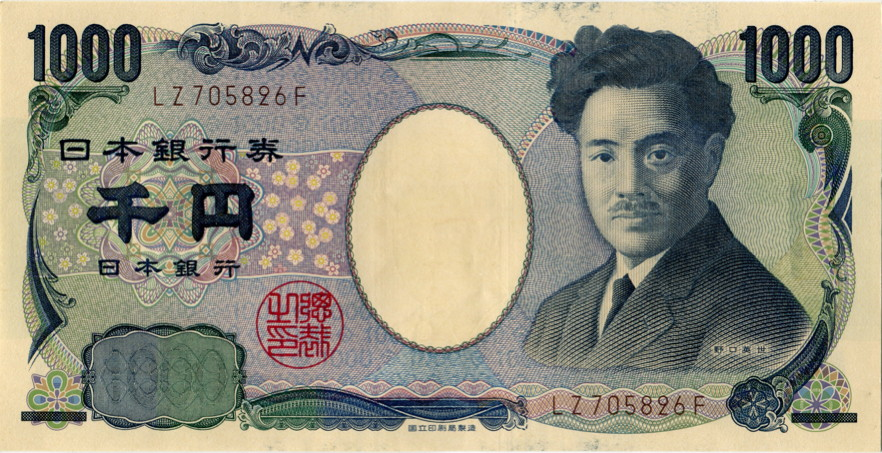
表面

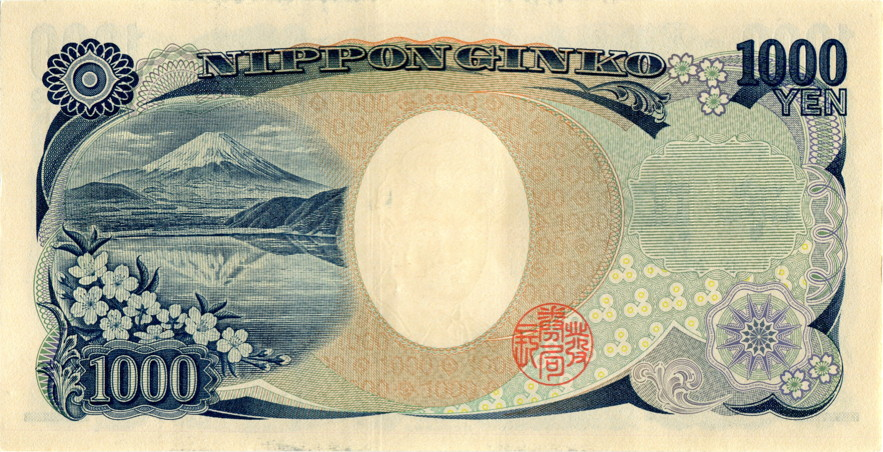
裏面

E券とも呼ばれる。2004年（平成16年）8月13日の財務省告示第374号「平成十六年十一月一日から発行を開始する日本銀行券壱万円、五千円及び千円の様式を定める件」で紙幣の様式が定められている。主な仕様は下記の通り。
- 日本銀行券
- 額面 千円（1,000円）
- 表面 野口英世[49]
- 裏面 富士山（本栖湖に映る逆さ富士）と桜
- 印章 〈表面〉総裁之印（特殊発光インキ）　〈裏面〉発券局長
- 銘板 国立印刷局製造
- 記番号仕様
  - 記番号色 黒色／褐色／紺色（製造時期により3種類あり）
  - 記番号構成 記号：英字1 - 2文字＋通し番号：数字6桁＋記号：英字1文字
- 視覚障害者用識別マーク 横棒（深凹版印刷、左下隅・右下隅）
- 寸法 縦76mm、横150mm[49]
- 発行開始日 2004年（平成16年）11月1日[49]
- 発行中（製造は終了）
- 有効券

D号券3券種の発行開始からおよそ20年が経過し、印刷技術の革新や複写機やイメージスキャナ、コンピュータの画像処理ソフトウェアなどの普及・高性能化を背景に2002年（平成14年）頃から偽造券の発見が急増するようになってきたことや、諸外国でも新たな偽造防止技術を盛り込んだ紙幣が1990年代末期以降続々と発行されており、日本だけが旧世代の紙幣の発行を続けると国際的な偽造団による標的となる恐れがあることを踏まえ、E一万円券、E五千円券、E千円券の3券種が同時に改刷された。
表面右側に細菌学者の野口英世の肖像が描かれており、裏面左側には日本を代表する山である富士山および本栖湖に映る逆さ富士の風景が描かれている。これは写真家の岡田紅陽が山梨県南巨摩郡身延町の本栖湖畔の中之倉峠展望地で撮影した「湖畔の春」という写真を基にしたものであり、原画はD五千円券と同じではあるものの、風景の細部が若干異なるほか左側にあった赤松に代えて桜花が描き加えられている。この他、地模様として裏面右端の方にも桜花があしらわれている。
偽造防止技術にはミニ改刷後のD号券で採用されていたマイクロ文字、特殊発光インキに加え、D二千円券から採用された深凹版印刷、潜像模様、パールインク、ユーリオン等が引き続き導入されている。このうちパールインクはE一万円券、E五千円券と同様に券の左右両端に配置されている他、E千円券ではさらに左下の潜像模様に重ねて「千円」の文字として印刷されている。また新たに表から見て右側に用紙を薄くしてすき入れした「すき入れバーパターン」が採用され、E千円券には肖像の右側付近に縦棒のすき入れが1本入っている。マイクロ文字については、「NIPPON GINKO」・「1000」を凹版印刷・ドライオフセット印刷の部分に表裏に多数採用しており、大小取り混ぜた形となっている。特殊発光インキについては表面の印章および地紋の一部に紫外線発光インクを採用しており、ブラックライトを照射すると表面の印章「総裁之印」がオレンジ色に発光する他、表面・裏面の地模様の一部が黄緑色に発光する。ミニ改刷後のD号券と異なり裏面の印章「発券局長」は発光しない。なおE一万円券、E五千円券と異なり、ホログラムは採用されておらず、D二千円券で採用された光学的変化インクも使用されていない。
公式に発表されていないが、表面と裏面に「ニ」「ホ」「ン」（日本）の片仮名がシークレットマーク（暗証）として入っていることが確認できるほか、D二千円券に引き続いてユーリオンも採用されている。
記番号は発行当初黒色で印刷されていたが、129億6千万枚を発行して同色刷の記番号の組合せが枯渇したため、2011年（平成23年）7月19日より記番号が褐色の券の発行を開始した。さらに、この褐色記番号の券も129億6千万枚を発行してその組合せが枯渇したため、2019年（平成31年）3月18日発行分より紺色に再変更された。日本銀行券において、記番号の組み合わせ枯渇によって2回連続で記番号の印刷色が変更されるのは史上初めてである。
2024年（令和6年）7月にF千円券が発行されるのを前に、2022年（令和4年）9月までにE千円券を含むE号券3券種の製造が終了した。
E千円券の変遷の詳細を整理すると下表の通りとなる。
| 発行開始日                | 記番号色 | 変更理由               |
| ------------------------- | -------- | ---------------------- |
| 2004年（平成16年）11月1日 | 黒色     |                        |
| 2011年（平成23年）7月19日 | 褐色     | 記番号の組み合わせ枯渇 |
| 2019年（平成31年）3月18日 | 紺色     | 記番号の組み合わせ枯渇 |

視覚障害者が触覚で券種を識別できるようにした識別マークについてはD一万円券、D五千円券、D千円券で採用されていた透かしによるものから変更され、紙幣の表面下端の左右に深凹版印刷によりインクを盛り上げて凸凹を感じられるようにした方式が取られている。E千円券には「横棒」の識別マークが施されている。また国立印刷局によりスマートフォンで金種の判別・読み上げができるアプリ「言う吉くん」を提供されている。
透かしは肖像と同じく野口英世である。紙幣用紙は三椏やマニラ麻などを調合したものが用いられている。
使用色数は、表面13色（内訳は凹版印刷による主模様2色、地模様9色、印章1色、記番号1色）、裏面7色（内訳は凹版印刷による主模様1色、地模様5色、印章1色）となっている。基調となる色はD号券と同系統の色調を受け継いでおり、E千円券はD千円券と同じく青色系の色合いとなっている。
この紙幣を用いる有名な折り紙遊びにターバン野口がある。詳細は当該項目参照。

## F号券

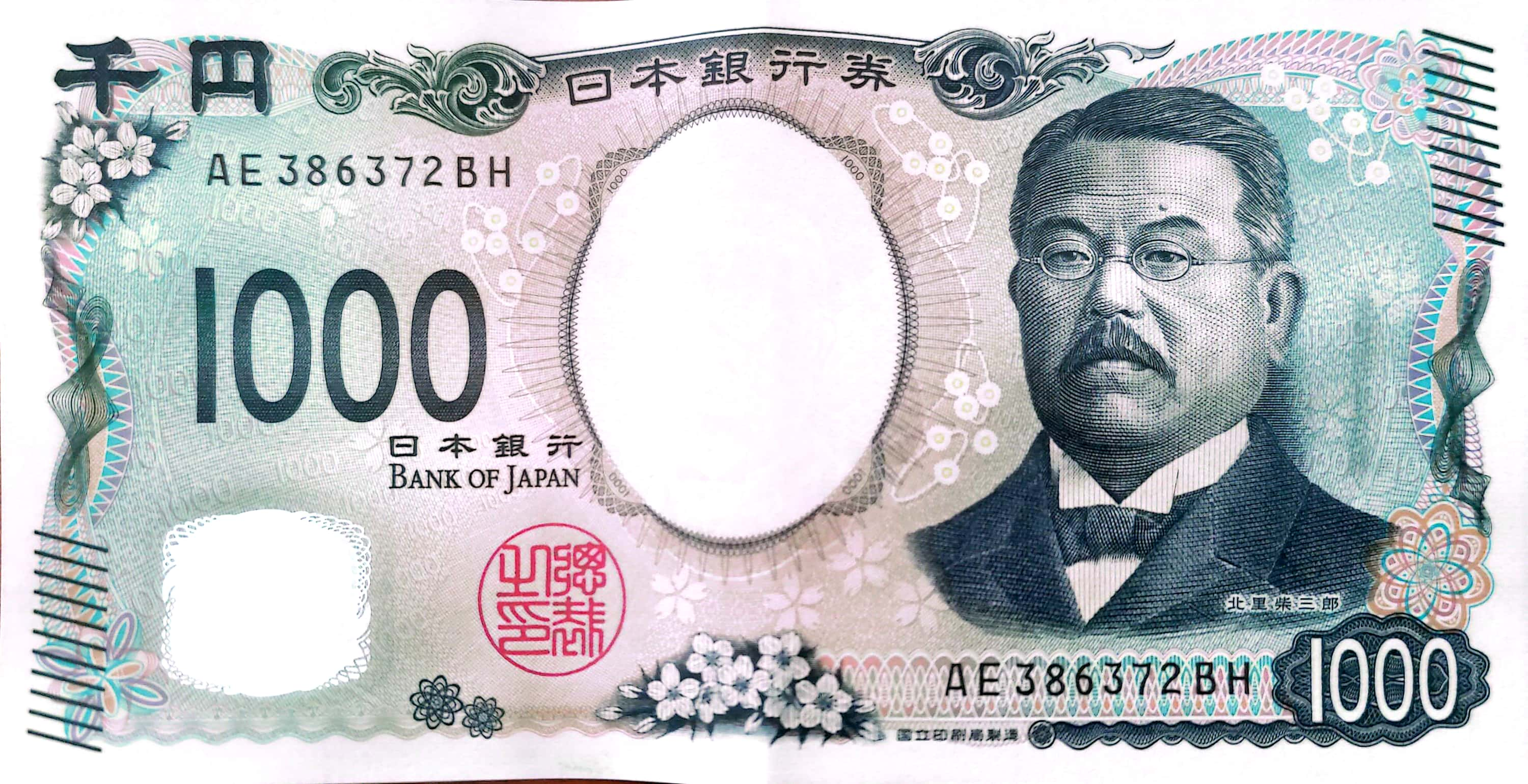
表面

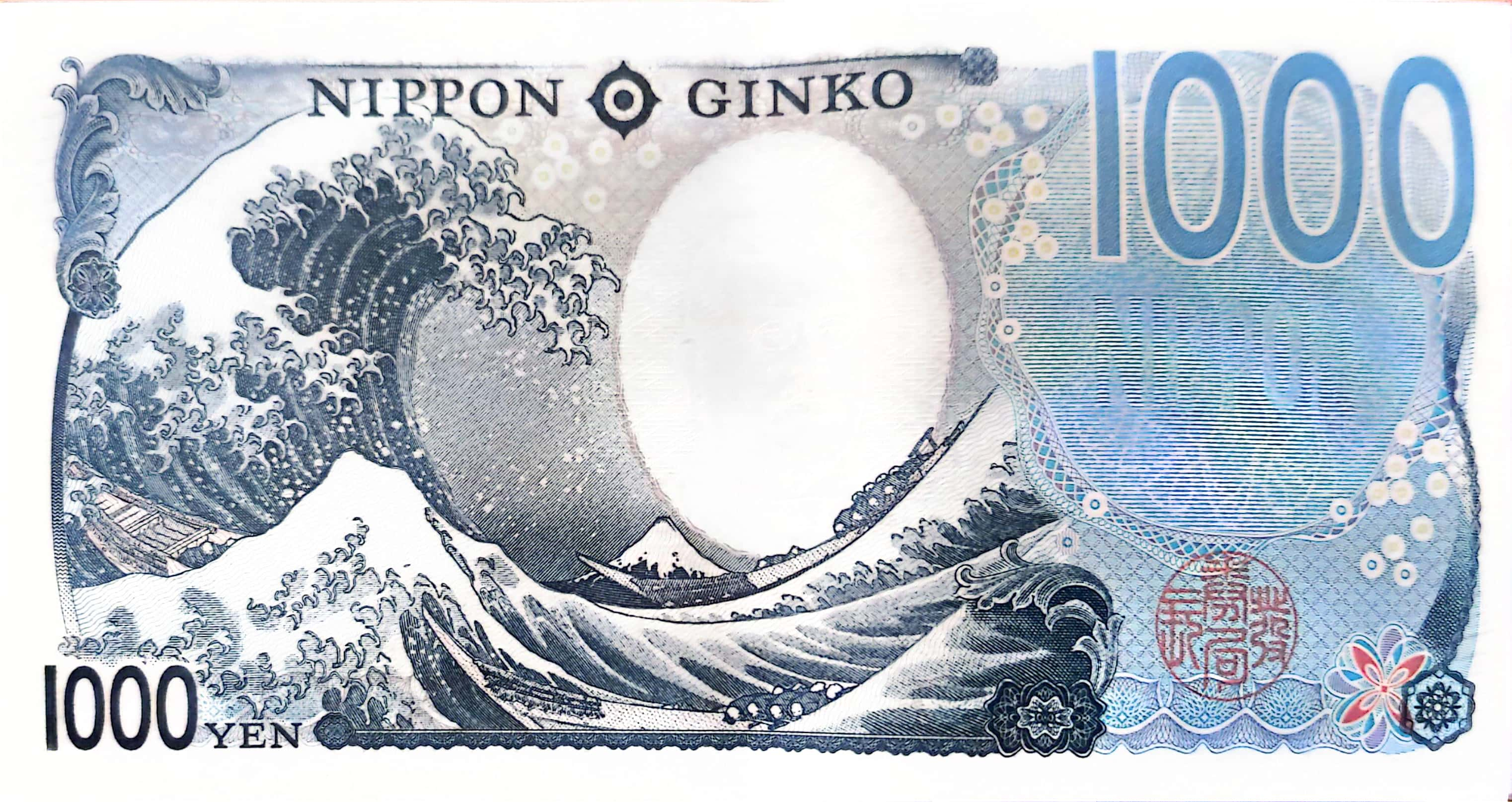
裏面

F券とも呼ばれる。2023年（令和5年）12月15日の財務省告示第314号「令和六年七月三日から日本銀行が発行を開始する日本銀行券壱万円、五千円及び千円の様式を定める件」で紙幣の様式が定められている。主な仕様は下記の通り。
- 日本銀行券
- 額面 千円（1,000円）
- 表面 北里柴三郎
- 裏面 葛飾北斎筆『富嶽三十六景』の「神奈川沖浪裏」
- 印章 〈表面〉総裁之印（特殊発光インキ）　〈裏面〉発券局長
- 銘板 国立印刷局製造
- 記番号仕様
  - 記番号色 黒色
  - 記番号構成 記号：英字2文字＋通し番号：数字6桁＋記号：英字2文字
- 視覚障害者用識別マーク 右上隅・左下隅に斜線の連続模様（深凹版印刷）
- 寸法 縦76mm、横150mm
- 発行開始日 2024年（令和6年）7月3日[68]
- 発行中
- 有効券

2024年（令和6年）7月3日に、偽造抵抗力の強化やユニバーサルデザインへの対応など目的としてF一万円券・F五千円券・F千円券の3券種が同時に改刷された。
刷新後の千円紙幣はD千円券・E千円券と同様の青色系を基調とした色合いで、表面の肖像は医学者の北里柴三郎、裏面は葛飾北斎によって描かれた世界的に著名な浮世絵である『富嶽三十六景』の「神奈川沖浪裏」の図柄である。裏面に描かれている範囲では、大波に揉まれる3艘の押送船と、船の中に居る20人ほどの人物、加えて背景には小さく富士山が描かれている。また、表面の中央下部に山桜の花があしらわれている。なお、北里の肖像は50歳代の写真を基にしている。
表面の肖像画・透かし・額面の基本的なレイアウトは変更されていないものの、D号券・E号券では漢数字で額面が記載されていた箇所にアラビア数字で「1000」と大きく描かれ、漢数字による額面の「千円」は左上隅に、従来右上隅にあった「1000」の額面は右下隅に入れ替わる形で配置されている。裏面の右上隅のアラビア数字も非常に大きく描かれており、従来の日本銀行券とは印象が大きく異なる。またこの紙幣に使われている「1000」のアラビア数字の「1」の字体はF一万円券と異なり、上部のセリフ（カギ）部分が省略された縦棒1本となっているが、これは各券種間、特に一万円紙幣との見分けを付け易くすることを意図したものである。
記番号も8桁または9桁の形式から「AA000001AA」のような形式の10桁に変更された。
公表されている新たな偽造防止技術としては、高精細すき入れ模様とパッチタイプのホログラムが導入された。高精細すき入れは、北里柴三郎の肖像の透かしの背後に緻密な菱形の格子模様をすき入れたものである。ホログラムの図柄は3Dホログラムで、見る角度によってホログラムの図柄の北里柴三郎の肖像の顔の向きが連続的に変化して回転しているように見えるものであり、紙幣の偽造防止対策として採用されるのは世界初である。また、ホログラムにはこの他に山桜の花などの図柄が確認できる。
この他、E号券でも搭載されていた、マイクロ文字、特殊発光インキ、深凹版印刷、潜像模様、パールインク、すき入れバーパターン等の偽造防止技術も引き続き採用されている。マイクロ文字については、E号券と比較すると大幅に減らされており、凹版印刷で表裏各3ヶ所、合計6ヶ所「NIPPON GINKO」の文字が入っている程度となっている。潜像模様については、他のF号券と異なり表面のものは省略されたデザインとなっており、傾けると裏面に「NIPPON」の文字が見える仕掛けになっている。特殊発光インキについては表面の印章および地紋の一部に紫外線発光インクを採用しており、ブラックライトを照射すると表面の印章「総裁之印」がオレンジ色に発光する（裏面の印章「発券局長」は発光しない）他、表面地模様の一部が黄橙色に、裏面の地模様の一部が緑色に発光する。
視覚障害者のための識別マークは券種識別性向上のため形状が変更され、左右隅に深凹版印刷による11本の斜線の連続模様が配置されている。また券種ごとにホログラムや透かしの位置を変えるなど識別マーク以外でも区別しやすいよう考慮されている。千円券ではホログラム貼付位置は表面左下、透かしのすき入れ位置は券面中央で、透かし部分の形状は卵型（楕円形）となっており、明確に識別できるようF号券の他券種と配置を変えている。
寸法については、変更すると自動販売機やATMなどの紙幣取扱機器への影響が大きいため、従来通りとなっている。
2019年（平成31年）4月9日に改刷が発表され、2021年（令和3年）9月10日よりF千円券の製造が開始された。発行予定日の5年も前に改刷が発表され2年半ほど前から製造されたのは、前回のE号券への改刷時に準備期間が短かったために自動販売機やATMの改修が間に合わず半数程度しか対応できなかった反省から、自動販売機やATMその他の新紙幣を扱う各種機器の改修の際にテストを入念にし、障害やトラブルが起きないようにするためとされる。
2021年（令和3年）9月に発表されたF千円券の見本のデザインでは、2019年（平成31年）4月の改刷発表当時に公表された当初のラフスケッチからの変更点として、表面の額面金額の大きなアラビア数字「1000」の下の発行元銀行名「日本銀行」の文字の更に下に「BANK OF JAPAN」の発行元銀行名の英語表記が追加されているほか、視覚障害者のための識別マークの斜線が9本から11本に増やされている。発行元銀行名の表記について、ローマ字の「NIPPON GINKO」の表記は従来の日本銀行券でも採用されている券種が多かったが、英語の「BANK OF JAPAN」の表記は日本銀行券史上初となる。
F千円券は発行開始から間もないこともあり、飲料等の自動販売機においては、F千円券に対応しているものと対応していないものが混在しており、2024年12月現在F千円券に対応していないものの方が多い。
F千円券は国際銀行券協会（IBNS）がその年の最も美しい紙幣に贈る「今年の紙幣（Banknote of the Year）」賞の2024年部門でバミューダ諸島の5ドル紙幣に次ぐ第2位を獲得している。
使用色数は、表面13色（内訳は凹版印刷による主模様2色、地模様9色、印章1色、記番号1色）、裏面8色（内訳は凹版印刷による主模様1色、地模様6色、印章1色）となっている。

## その他千円紙幣に関する事項
- 千円紙幣の市中での流通枚数は一万円紙幣に次いで多く、キャッシュレス化が進みつつある2010年代以降も継続的に微増し続けている[87]。
- 日本では、千円紙幣に対して一般的に「高額紙幣」は一万円紙幣や五千円紙幣[注釈 10]を指す。一般に流通している紙幣の両替機には千円紙幣のみ対応しているものと全紙幣に対応しているものがあり、後者を「高額紙幣対応両替機」などと呼び前者の両替機と区別することがある。
- 対面での支払の他、自動販売機や自動券売機などでも広く使用されている。飲料・たばこ等の自動販売機や路線バスの両替機などでは千円紙幣のみに対応しているものが一般的であるが、鉄道駅の券売機などでは全紙幣に対応しているものも多い。
- 流通している千円紙幣の寿命は、つり銭などのやりとりが多く傷みやすいため、平均1-2年程度とされる。
- 日銀の勘定店における現金受入時においては、E千円券・F千円券は現行券（新券）として定量束（10把、1000枚）単位での受入のみを行う。一方、B千円券・C千円券・D千円券は旧券として定量束に加え、端数束（10把未満の把を取り纏めたもの）単位での受入を行い、受入単位に取り纏めることに支障のあるものは引換依頼を行って差し支えないものとされている。
- 甲号券は現存数が少なく古銭的価値が評価され取引されているのに対し、B号券・C号券・D号券は日本の現在発行されていない旧紙幣の中では現存数が非常に多いため、珍番号やエラーなどの条件がない限り古銭商が買い取りすることはほぼない。

## 透かし
偽造などを防止するため、透かしが使用されている。

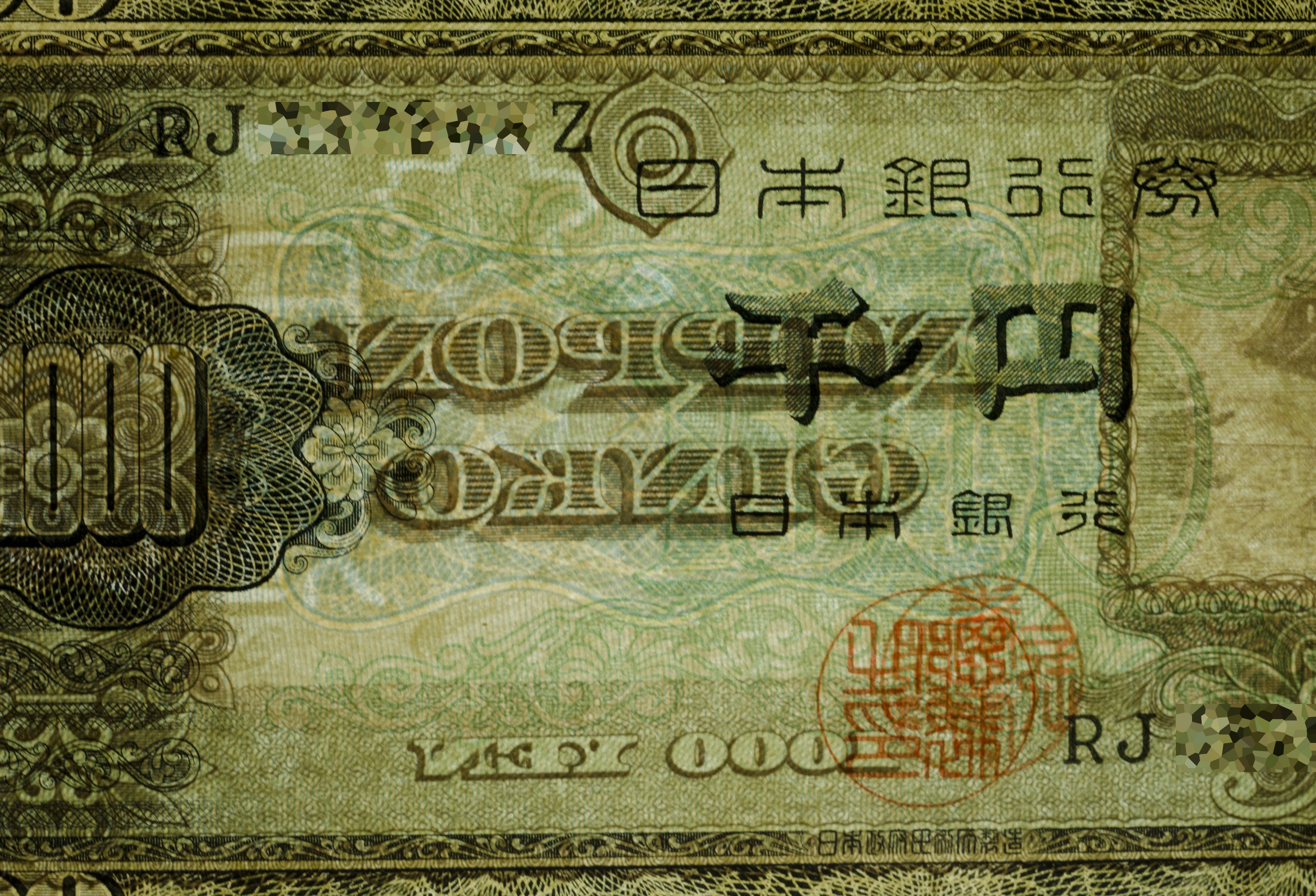
B号券："日銀"と桜花
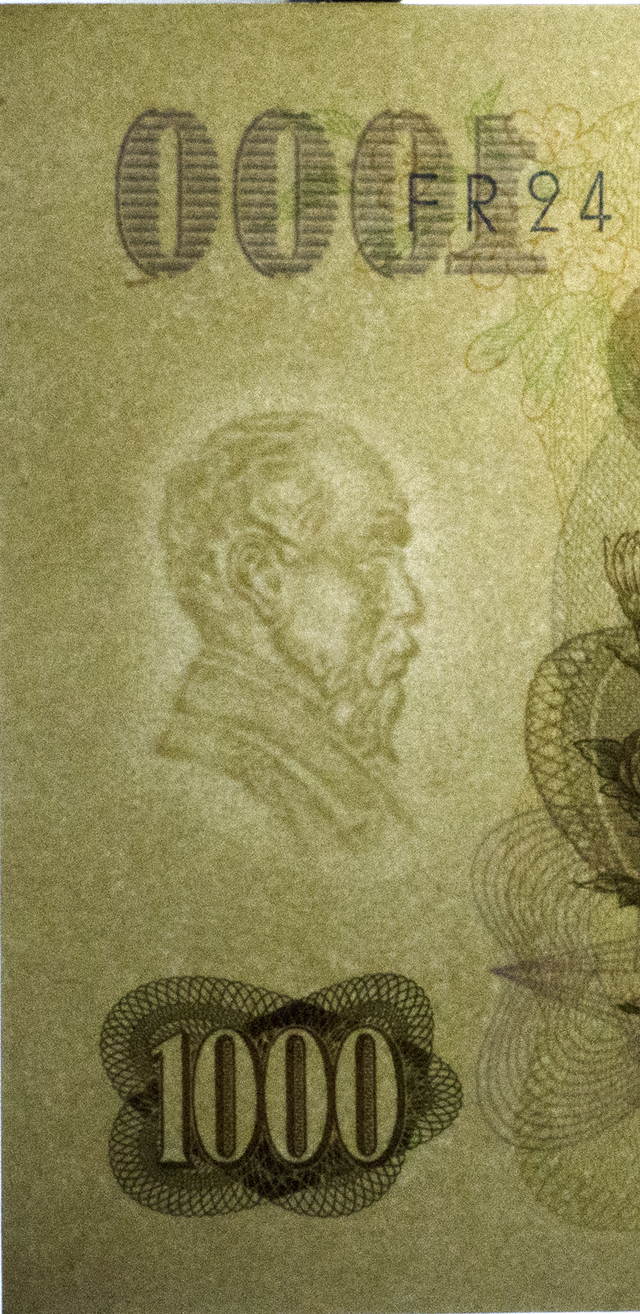
C号券：伊藤博文
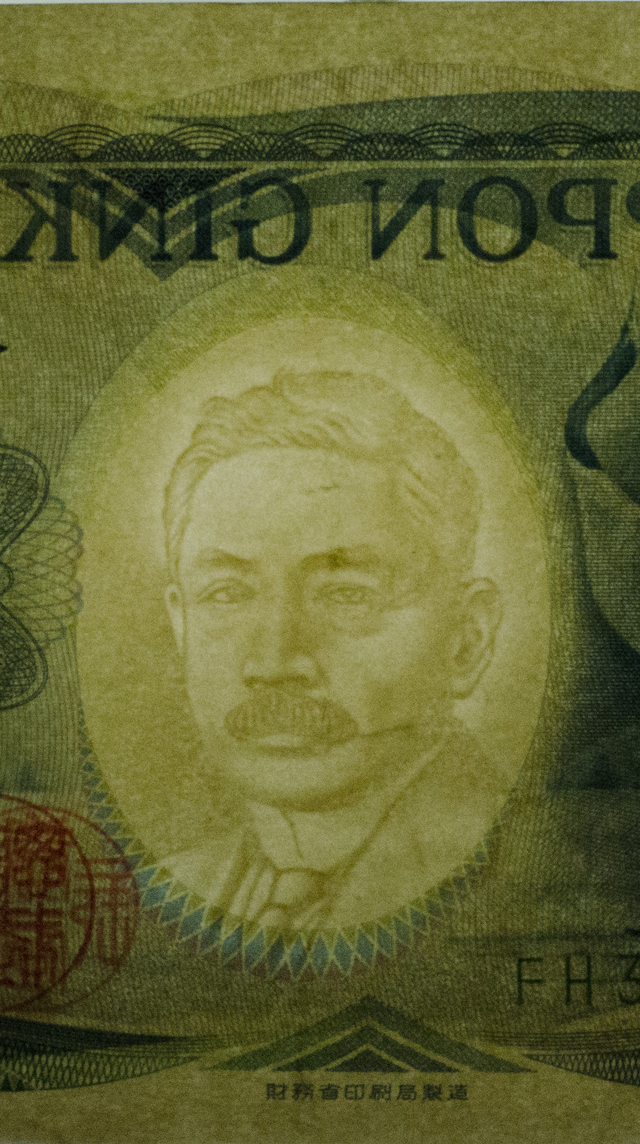
D号券：夏目漱石
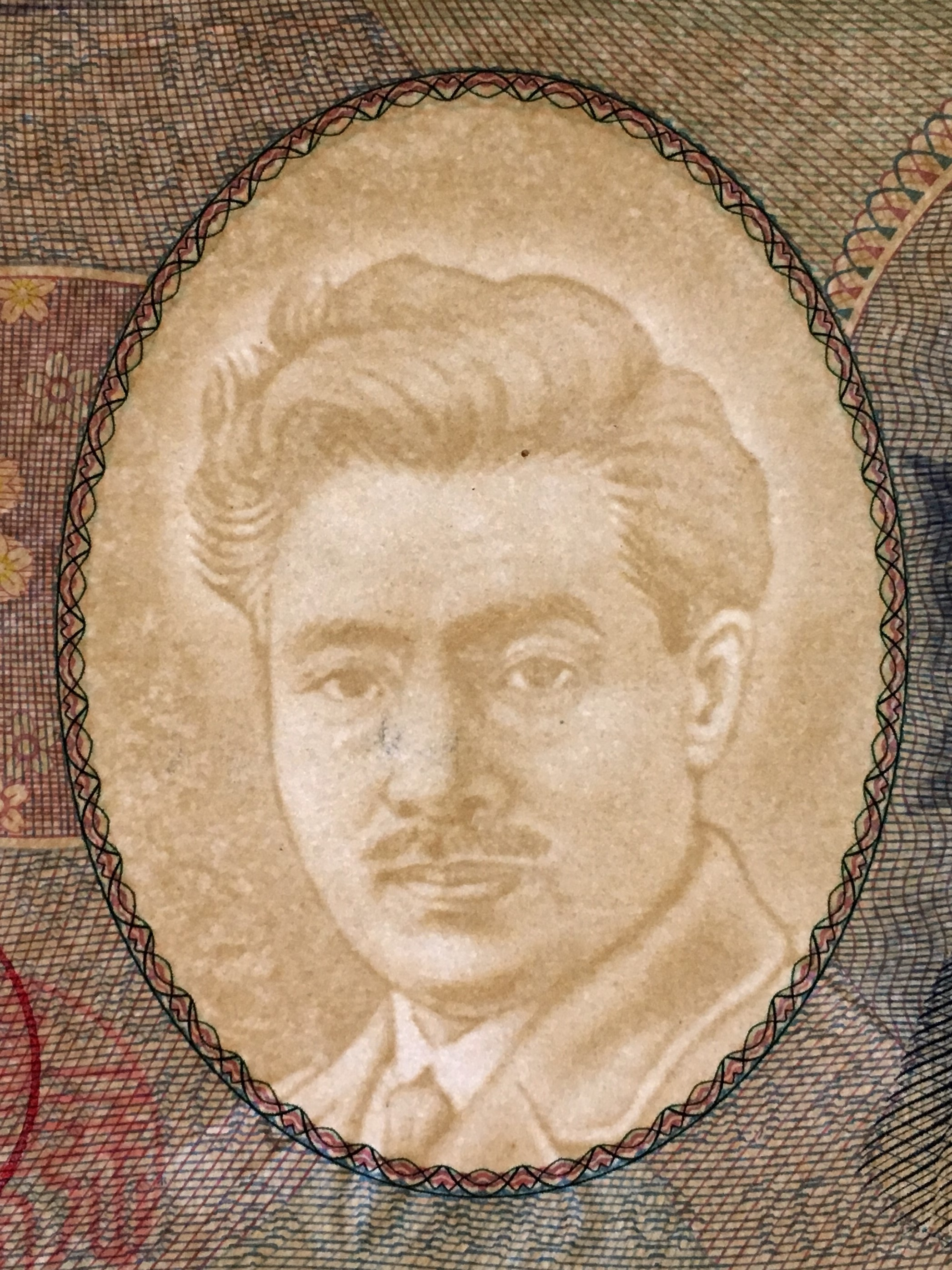
E号券：野口英世
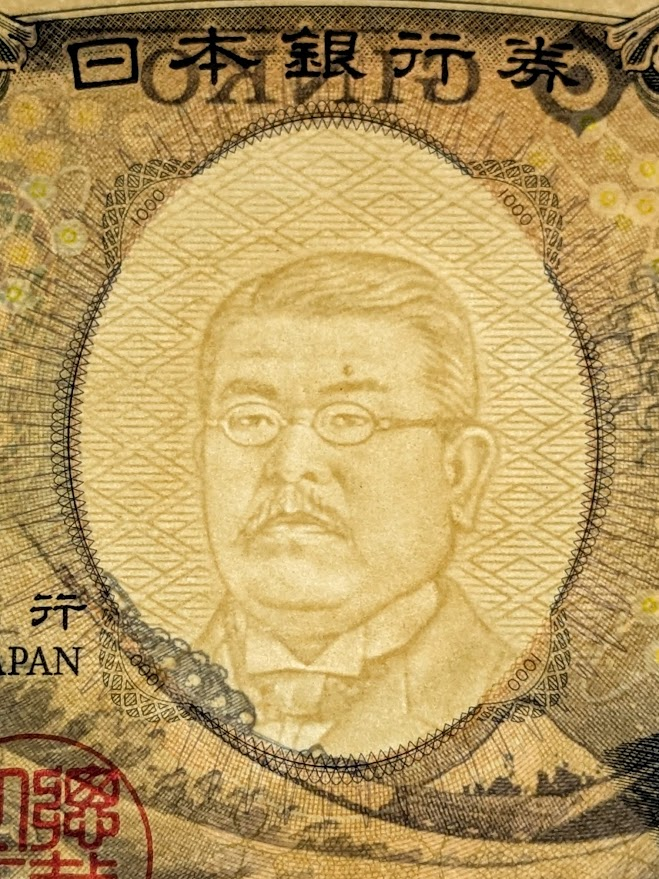
F号券：北里柴三郎と菱形の格子模様

## 未発行紙幣
い千圓券
肖像は日本武尊。1945年（昭和20年）の第二次世界大戦終戦直後の急激なインフレーションによる紙幣需要の急増に対応することを目的とした、当時としては超高額券でありながらオフセット印刷の簡易的な紙幣である。
第二次世界大戦最末期に敗戦などを想定して発行が企画され、終戦直後の混乱の中で製造には着手したものの、視察中の大蔵大臣が偶然印刷中の紙幣を目の当たりにし、余りにも粗末でみすぼらしい出来栄えの紙幣であったことから、これを発行することはかえって国民のインフレ心理を煽り日本の国力の衰退を印象付ける恐れがあることや、偽造が懸念されるといったマイナスの影響を勘案し公示と発行を見送ったとされる。
図柄は表面右側に日本武尊の肖像、左側には建部神社本殿が描かれており、地模様には八稜鏡型の輪郭と、その外側に瑞雲、宝相華などがあしらわれているが、これは甲千圓券の版式を変更の上で流用したデザインである。変更点は題号の「日本銀行券」への変更の他に、兌換文言の削除、発行元銀行名の位置変更、銘板の記載変更、印章の位置と数の違い（「総裁之印」・「発券局長」の2つを表面に印刷）と、地模様の刷色変更および簡略化である。裏面には彩紋と共に、宝相華、桐、唐草模様などが描かれているが、これも表面同様に甲千圓券の版式を変更の上でほぼそのまま流用したデザインである。変更点は題号の変更や下部の英語表記（「YEN」）の削除、および刷色の変更程度である。寸法も甲千圓券と同じく縦100mm、横172mmである。記番号は組番号（記号）のみの表記で赤色で印字されており通し番号はなく、銘板は「大日本帝國印刷局製造」となっている。
透かしは桐の図柄の白透かしによるちらし透かしである。
使用色数は、表面3色（内訳は主模様1色、地模様1色、印章・記番号1色）、裏面1色となっている。
1945年（昭和20年）11月10日から同年11月13日にかけて組番号（記号）1から3までの440万枚が製造されたが、発行計画が中止となったことにより製造済の通用券は全て廃棄処分されて現存しておらず、見本券のみが現存する。

A千圓券（1次案）
肖像は伐折羅大将像。1945年（昭和20年）に終戦直後の猛烈なインフレーションの抑制策として、政府が極秘裏に検討していた預金封鎖に向けて準備されていた紙幣である。
券面を左右に二分した図柄が特徴的であり、表面左側には十字型の枠内に新薬師寺の伐折羅大将像の顔部分を、右側には四角い輪郭枠の中に法隆寺の古鏡の鳳凰と胡蝶の図柄を描いたものであった。裏面には正倉院御物の古代裂から採った睡蓮と宝結びの模様を描いている。デザインについては、新紙幣の図案公募が行われ民間企業の凸版印刷株式会社が提案した図案の1つである。
しかしながら当時は連合国軍占領下であり、GHQ（連合国軍最高司令官総司令部）のインフレーションや闇取引助長の懸念により発行の承認が得られず、印刷や発行は行われなかった。デザインはA十円券に流用された。

A千圓券（2次案）
肖像は日本武尊。1946年（昭和21年）の新円切替に向けた新紙幣に関して、偽造防止の観点から高額券には凹版印刷を用いるべきとのGHQの意向を受けて準備された紙幣である。
凹版印刷による新たなデザインを用意する時間的余裕がなかったため、凹版印刷を用いていた既存の甲千圓券の図柄をほぼそのまま流用し、刷色を変更して表面中央にA百円券と同様の赤色の新円標識（瑞雲と桜花）を加刷しただけのデザインとなっている。その他の変更点は表面に「総裁之印」・「発券局長」の2つの印章を配し裏面の印章を取りやめたことである。寸法も甲千圓券と同じく縦100mm、横172mmであり、銘板は「内閣印刷局製造」となっている。
透かしは桐の図柄の白透かしによるちらし透かしである。
使用色数は、表面5色（内訳は凹版印刷による主模様1色、地模様2色、印章・新円標識1色、記番号1色）、裏面2色（内訳は凹版印刷による主模様1色、地模様1色）となっている。
デザインや発行についてのGHQの承認は得られており製造に着手していたものの、超高額券発行によるインフレーション助長の懸念が拭えず、甲千圓券そのままの「日本銀行兌換券」表記であることや金貨兌換を謳う兌換文言が残存していたため兌換請求が行われた場合に対応に困るということで最終的に発行は見送られた。流用元となった甲千圓券が兌換券であることは明らかなことであり、それを無視してでも発行準備を急いで進めなければならない程にまで事態が切羽詰まっていたことの証左でもある。
1946年（昭和21年）2月1日から3月6日にかけて組番号（記号）1から6までの540万枚が製造されたものの、発行見送りとなったことにより製造済の通用券は全て廃棄処分されて現存しておらず、見本券のみが現存する。

## 変遷
C号券以降は20年間隔で改刷が行われ、図柄を改めると同時に最新の偽造防止技術を導入することで偽造防止力を確保している。
- 1942年（昭和17年）4月16日：甲千圓券の様式を制定[2]。
- 1942年（昭和17年）4月20日：甲千圓券告示上の発行開始[2]。ただし市中で流通させず緊急時に備え日本銀行に死蔵。
- 1942年（昭和17年）5月1日：旧日本銀行法施行により「日本銀行兌換券」から「日本銀行券」に移行。既存の有効な兌換券は不換紙幣として扱われる[10]。
- 1945年（昭和20年）8月17日：甲千圓券実質的な発行開始[5]。図柄は日本武尊と建部神社本殿。
- 1946年（昭和21年）2月17日：金融緊急措置令により預金封鎖を伴う新円切替実施[96]。
- 1946年（昭和21年）2月25日：暫定的に新円とみなす証紙を貼付した甲千圓券発行開始[9]。
- 1946年（昭和21年）3月2日：日本銀行券預入令により甲千圓券は証紙貼付券を除き失効[6]。
- 1946年（昭和21年）10月31日：甲千圓券の証紙貼付券失効[7]。

（この間は額面金額1000円の法定通貨（紙幣・硬貨）の製造発行なし）
- 1949年（昭和24年）12月28日：B千円券の様式を制定[16]。
- 1950年（昭和25年）1月7日：B千円券発行開始[16]。図柄は聖徳太子と法隆寺夢殿。
- 1963年（昭和38年）3月5日：C千円券の様式を制定[22]。
- 1963年（昭和38年）11月1日：C千円券発行開始[22][23]。図柄は伊藤博文と日本銀行本店本館。
- 1965年（昭和40年）1月4日：B千円券の日本銀行からの支払停止[1]。
- 1976年（昭和51年）3月18日：記番号の印刷色を変更したC千円券の様式を制定[29]
- 1976年（昭和51年）7月1日：記番号の印刷色を変更したC千円券発行開始[29][27]。記番号を青色に変更。
- 1984年（昭和59年）6月25日：D千円券の様式を制定[33]。
- 1984年（昭和59年）11月1日：D千円券発行開始[33]。図柄は夏目漱石と丹頂。大蔵省銘で記番号は黒色。
- 1986年（昭和61年）1月4日：C千円券の日本銀行からの支払停止[1]。
- 1990年（平成2年）6月20日：記番号の印刷色を変更したD千円券の様式を制定[40]。
- 1990年（平成2年）11月1日：記番号の印刷色を変更したD千円券発行開始[40]。記番号を青色に変更。
- 1993年（平成5年）6月24日：偽造防止力を向上したD千円券の一部改造券の様式を制定[41]。
- 1993年（平成5年）12月1日：偽造防止力を向上したD千円券の一部改造券発行開始（ミニ改刷）[41]。記番号を褐色に変更。
- 2000年（平成12年）2月2日：記番号の印刷色を再変更したD千円券の様式を制定[43]。
- 2000年（平成12年）4月3日：記番号の印刷色を再変更したD千円券発行開始[43]。記番号を暗緑色に変更。
- 2001年（平成13年）3月30日：銘板表記を変更したD千円券の様式を制定[44]。
- 2001年（平成13年）5月14日：銘板表記を変更したD千円券発行開始[44]。財務省銘に変更。
- 2003年（平成15年）6月13日：銘板表記を再変更したD千円券の様式を制定[45]。
- 2003年（平成15年）7月1日：銘板表記を再変更したD千円券発行開始[45]。国立銘に変更。
- 2004年（平成16年）8月13日：E千円券の様式を制定[49]。
- 2004年（平成16年）11月1日：E千円券発行開始[49]。図柄は野口英世と富士山、桜。記番号は黒色。
- 2007年（平成19年）4月2日：D千円券の日本銀行からの支払停止[1]。
- 2011年（平成23年）4月26日：記番号の印刷色を変更したE千円券の様式を制定[57]。
- 2011年（平成23年）7月19日：記番号の印刷色を変更したE千円券発行開始[57]。記番号を褐色に変更。
- 2018年（平成30年）10月18日：記番号の印刷色を再変更したE千円券の様式を制定[60]。
- 2019年（平成31年）3月18日：記番号の印刷色を再変更したE千円券発行開始[60]。記番号を紺色に変更。
- 2023年（令和5年）12月15日：F千円券の様式を制定[67]。
- 2024年（令和6年）7月3日：F千円券発行開始[71][68]。図柄は北里柴三郎と葛飾北斎筆『富嶽三十六景』「神奈川沖浪裏」。